# 3987 Wujek
3987 Wujek eller 1986 EL1 är en asteroid i huvudbältet som upptäcktes den 5 mars 1986 av den amerikanske astronomen Edward L.G. Bowell vid Anderson Mesa Station. Den är uppkallad efter amerikanen Joseph H. Wujek.
Asteroiden har en diameter på ungefär 13 kilometer.